# 周宗智
周宗智（1428年—？），字子正，湖廣武昌府興國州大冶縣人，明朝政治人物，同進士出身。

## 生平
湖廣鄉試第七十五名。天順四年（1460年）庚辰科會試第一百三十九名，殿試登進士第三甲第二十六名。曾官禮部精膳司郎中。出任金華府知府。

## 家族
曾祖父周祖陸。祖父周添祐。父周濟，曾任縣丞。孫周大烈。